# Gare de Beringen-Mine
Ne doit pas être confondu avec Gare de Beringen.
La gare de Beringen-Mine (en néerlandais : station Beringen-Mijn) est une ancienne gare ferroviaire belge de la ligne 15, d'Anvers à Hasselt située à Koersel sur le territoire de la commune de Beringen, dans la province de Limbourg en Région flamande.

## Situation ferroviaire
La gare de Beringen-Mine était établie au point kilométrique (PK) 68.0 de la ligne 15, de Y Drabstraat à Y Zonhoven, entre la bifurcation de Beringen-Mines (origine de la ligne 17, vers Diest) et la gare de Beringen, ouverte en 1928.

## Histoire
Après la découverte tardive des gisements charbonniers du Limbourg, la nécessité d'une liaison ferroviaire entre Bourg-Léopold et Houthalen devenait impérieuse pour mettre en exploitation les mines de charbon et construire les infrastructures et cités minières. La Première Guerre mondiale retarde la mise en service des mines et du « chemin de fer des charbonnages », inauguré par les Chemins de fer de l'État belge le 25 octobre 1925. Ce chemin de fer, actuelles sections des lignes 15 et 18, se prolonge vers Winterslag (Genk) où plusieurs lignes ferroviaires, nouvelles ou préexistantes desservent Genk, Bilzen ainsi que les autres charbonnages de la région. Elle comprend deux gares en 1925 : Beringen (mine) et Zolder. Une nouvelle gare (Beringen) s'ajoute en 1928 car la gare de Beringen-mine, proche des industries et quartiers ouvriers, est trop éloignée du bourg historique. Au nord de Beringen-Mine, le nouveau chemin de fer se raccorde à la ligne de Diest à Mol, dont la section vers Diest (fermée) est désormais reprise comme ligne 17.
La gare de Beringen-Mines possède sa propre gare de triage, raccordée à une ligne industrielle menant d'une part au charbonnage de Beringen et de l'autre au canal Albert mis en fonctionnement en 1939. Elle jouait également le rôle de tête de ligne pour la ligne 17, vers Diest. Afin de faciliter le mouvement des trains, les voies vers Diest et Bourg-Léopold étaient indépendantes à la sortie de Beringen-Mines.
Le déclin de l'économie du charbon provoquera la fermeture de la mine de Beringen en 1989. De nombreuses installations, dont le tracé du raccordement ferroviaire, sont conservés, aménagés en musées, lieux culturels et espaces publics. La ligne 15 a également perdu une bonne part de ses trains de voyageurs, entraînant la fermeture de la gare de Beringen en 1984. Beringen-Mines conserve son trafic voyageurs mais la gare en bois est détruite par un incendie criminel en 1985. La gare reste desservie par des trains de marchandises jusqu'en 1992. Les voies de garage ont depuis disparu et des arbres poussent là où se trouvait la gare de triage.
Les installations étant peu commodes d'accès par rapport aux centres de population, la SNCB supprime l'arrêt à Beringen-Mines en 1986 et le remplace par une nouvelle gare plus au nord. Appelée Beringen, cette nouvelle gare ne prendra le nom de gare de Beverlo qu'en 2011.
En 2012, c'est au tour de la gare de Beringen (ouverte en 1928 et fermée en 1984) de rouvrir. Beringen-Mines reste un site en friche, traversé par les voies de la ligne 15, en cours d'électrification en 2023.
L'ancien pont routier enjambant le chemin de fer à la sortie sud de la gare est démoli en février 2022 afin de préparer la pose de la caténaire. Le nouveau pont, plus large, porte sur ses flancs l'inscription Beringen-Mijn, rappelant l'existence de l'ancienne gare.

## Patrimoine ferroviaire

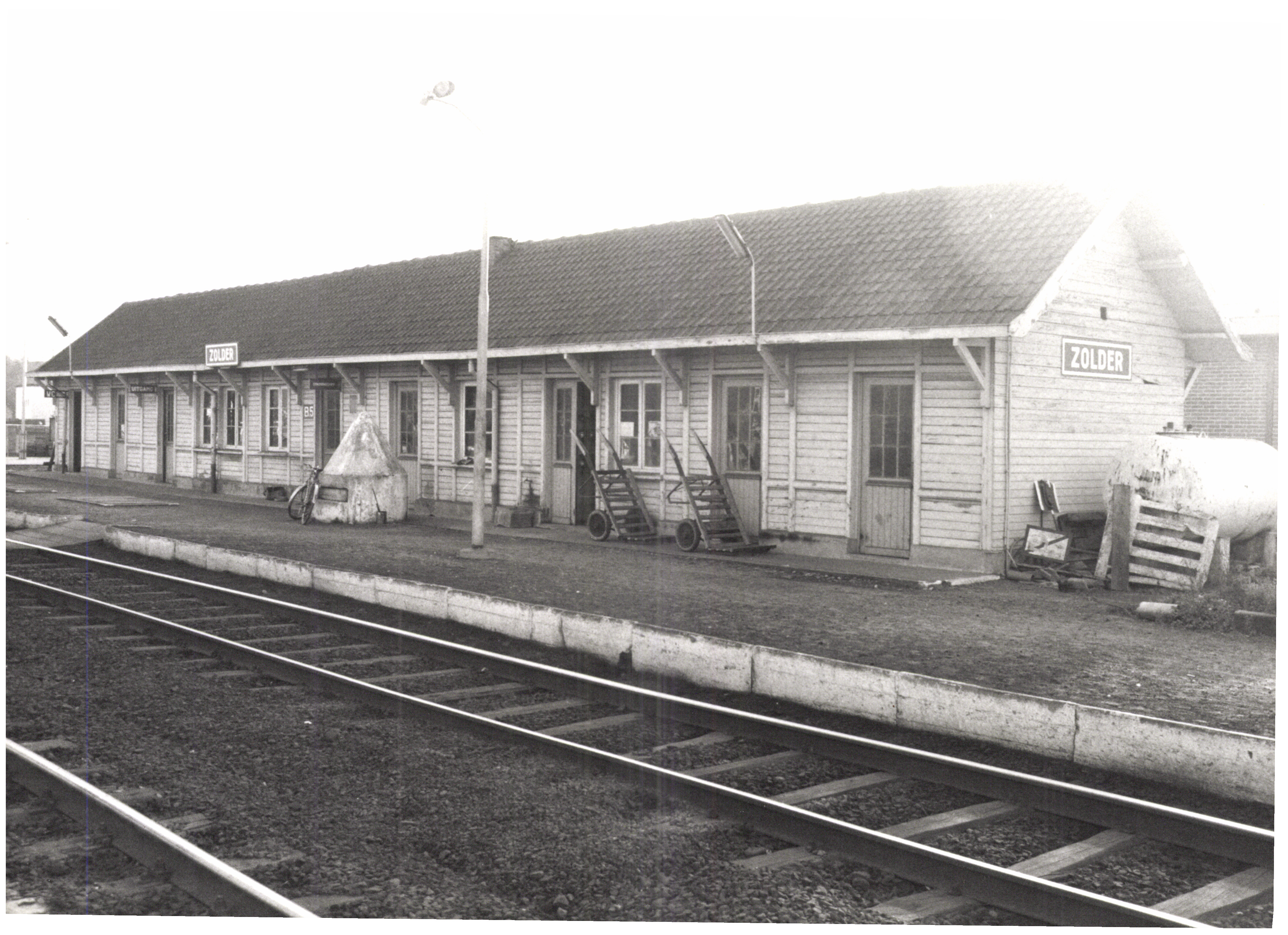
Les bâtiments des gares de Zolder et Beringen-Mijn étaient similaires.

Détruit par un incendie volontaire en 1985, le bâtiment des recettes était semblable à celui de la gare de Zolder (remplacé en 1978 et démoli). Il s'agit d'un édifice entièrement en bois, d'une dizaine de travées, sous un toit à deux pentes. La gare d'Eisden, près de Genk, possédait un bâtiment similaire, plus vaste encore, qui a également été incendié à la même époque.